# دبابا (محافظة)
دبابا هي واحدة من ثلاث محافظات إقليم حجر لميس، تشاد. عاصمتها بوكورو.

## التقسيمات
قسم دابابا ينقسم إلى ثلاث محافظات فرعية :
| محافظة فرعية  | كانتونات                                         |
| ------------- | ------------------------------------------------ |
| مواتو (مويتو) | موتو (مويتو) ، كوكا، نوالا، أصالة، ماياكن        |
| بوكورو        | تانيا 1 تانيا 2 ، دادابا 1 ، دادابا 2 ، املودوبة |
| قاما (نقاما)  | يسى، بورنو                                       |